# Carl-Gösta Lagerfelt
Carl Gustaf (Carl-Gösta) Fredrik Lagerfelt, född 27 september 1869 i Skönberga församling, Östergötlands län, död 3 februari 1942 i Bromma församling, Stockholms stad, var en svensk friherre och präst.

## Biografi
Lagerfelt avlade 1889 mogenhetsexamen i Stockholm och blev samma år student vid Uppsala universitet. Där avlade han juridisk preliminärexamen 1890, teologie kandidatexamen 1893, dimissionsexamen 1895 och praktisk teologisk examen 1896. Han avlade avgångsexamen vid Uppsala folkskollärarseminarium 1896 och prästexamen inför Linköpings domkapitel samma år. Lagerfelt blev efter prästvigning i Linköpings domkyrka samma år antagen av Evangeliska Fosterlandsstiftelsen till sjömansmissionär i Skandinavien. Han var svensk pastor i Liverpool 1896–1898 och i Hamburg 1898–1902. Han var från 1902 till 1910 resesekreterare för Sjömansmissionen, var sedan från 1909 till 1910 svensk pastor i Antwerpen, från 1910 till 1911 i Rotterdam, 1912 i Stettin och från 1913 i Kiel. Lagerfelt blev 1917 docent i nordisk filologi och lektor i svenska språket och litteratur vid Christian-Albrechts-universitetet i Kiel. Han slutade tjänsten vid universitetet 1924 och blev hedersborgare vid universitetet. Lagerfelt utnämndes  1925 till ledamot av Vasaorden. Lagerfelt slutade 1931 som svensk pastor i Kiel och blev samma år kyrkoherde i Näshulta församling, där han stannade fram till 1940.

### Familj
Carl-Gösta Lagerfelt var son till löjtnanten friherre Carl Henrik Lagerfelt och friherrinnan Vilhelmina Funck. Han gifte sig 1898 i Ersta kapell i Stockholm med skriftställaren Märta Schubert (född 1875), dotter till majoren Ludvig Julius Schubert och Marta Anna Charlotta Rosenberg. Makarnas fosterdotter Karin Viktoria (Tora) Elisabet dog i en olycka 1913 vid nio års ålder.